# احمد بخشی
احمد بخشی (زادهٔ ۱۳۲۴ در تهران) کارگردان، مدیر برنامه‌ریز و دستیار کارگردان اهل ایران است. وی برای سال‌های طولانی مدیر برنامه ریزی و دستیار اول فیلم‌های علی حاتمی کارگردان مشهور سینمای ایران بوده‌است.

## زندگی
احمد بخشی زادهٔ ۱۳۲۴ در تهران است. وی فعالیت سینمایی خود را با فیلم خاک ساخته مسعود کیمیایی در سال ۱۳۵۲ آغاز کرد و سپس سال‌ها به عنوان دستیار کارگردان و برنامه‌ریز در سینمای ایران فعالیت داشته و در فیلم‌هایی از امیر نادری، مسعود کیمیایی، نصرت کریمی، فریدون گله، محمد متوسلانی و ستسو ناکایاما دستیار کارگردان بوده‌است. هم‌چنین از سال ۱۳۵۴ در تمام فیلم‌ها و سریال‌های علی حاتمی دستیار و مدیر برنامه‌ریزی وی بوده.
او تجربه کارگردانی دو فیلم سینمایی و چند سریال تلویزیونی را نیز در کارنامه دارد.
بخشی در سال‌های پس از مرگ حاتمی، همواره در مصاحبه‌ها و فیلم‌های مستند مختلفی، راوی خاطرات و تفکرات این فیلمساز برجسته سینمای ایران بوده و از این رو مورد توجه دانشجویان، سینماگران و علاقمندان سینمای حاتمی قرار دارد.

## فیلم‌شناسی

### سینمایی

#### کارگردان
- جمیل (۱۳۶۶)
- مردی که موش شد (۱۳۶۴)

#### دستیار کارگردان و برنامه‌ریز
- تاکسی نارنجی (۱۳۸۷)
- شام عروسی (۱۳۸۴)
- عشق فیلم (۱۳۸۱)
- فردا (فیلم ۱۳۸۰)
- کمیته مجازات (۱۳۷۷، نسخه سینمایی از مجموعه تلویزیونی هزاردستان)
- طهران روزگار نو (۱۳۷۸، نسخه سینمایی از مجموعه تلویزیونی هزاردستان)
- مجسمه (۱۳۷۱)
- دلشدگان (۱۳۷۰)
- مادر (۱۳۶۸)
- جعفرخان از فرنگ برگشته (۱۳۶۶)
- کمال‌الملک (۱۳۶۲)
- سوته‌دلان (۱۳۵۶)
- ماه عسل (فیلم ۱۳۵۵)
- خانه‌خراب (۱۳۵۴)
- ذبیح (۱۳۵۴)
- همسفر (فیلم ۱۳۵۴)
- گوزن‌ها (دستیار فیلمبردار، ۱۳۵۳)
- تنگسیر (فیلم) (۱۳۵۲)
- خاک (فیلم) (دستیار صحنه، ۱۳۵۱)

#### مشاور کارگردان
- غیرمجاز (فیلم) (۱۳۹۴)
- داستان ناتمام (۱۳۸۳)
- معادله (۱۳۸۲)
- جمعه (فیلم ۱۳۷۸)

### تلویزیونی
- هزاردستان (۶۶–۱۳۵۸ دستیار کارگردان)
- پاییز بلند (بازیگر و برنامه‌ریز ۱۳۷۲–۷۳)
- شب و مه (۷۶–۱۳۷۵ کارگردان)[۸]
- نفس سنگ (۱۳۸۰ کارگردان)[۹]